# Teissières-de-Cornet
Teissières-de-Cornet è un comune francese di 225 abitanti situato nel dipartimento del Cantal nella regione dell'Alvernia-Rodano-Alpi.

## Società

### Evoluzione demografica
Abitanti censiti